# Berggericht Waldenburg
Das Berggericht Waldenburg war von 1816 bis 1849 ein preußisches Berggericht mit Sitz in Waldenburg.

## Geschichte
Mit dem Edikt wegen der den königlichen Bergämtern wiederum beizulegenden Gerichtsbarkeit vom 21. Februar 1816 wurden in Preußen Berggerichte gebildet. An jedem Bergamt sollte ein Berggericht gebildet werden. So entstand das Berggericht Waldenburg am Bergamt Waldenburg. Es war für den gesamten Sprengel des Oberlandesgerichtes Breslau zuständig. Dieses nahm sowohl die Gerichtsaufsicht wahr und war daneben zweite Instanz bei Urteilen des Berggerichts. Der Bergrichter war danach gleichzeitig Mitglied des Bergamtes. 
Das Berggericht war 1837 für 81 Werke in den Reviere Jauer, Münsterberg, Neurode und Waldenburg zuständig. Damit gab es 1837 zusammen 1490 Gerichtseingesessene.
Mit Verordnung vom 2. Januar 1849 wurde das Berggericht aufgehoben und seine Aufgaben den ordentlichen Gerichten, also in erster Instanz den Kreisgerichten, übertragen.